# دسانا
دسانا (به ایتالیایی: Desana) یک کومونه در ایتالیا است که در استان ورسلی واقع شده‌است.

## خصوصیات
دسانا ۱۶٫۵ کیلومترمربع مساحت و ۱٬۰۸۵ نفر جمعیت دارد.